# お兄系

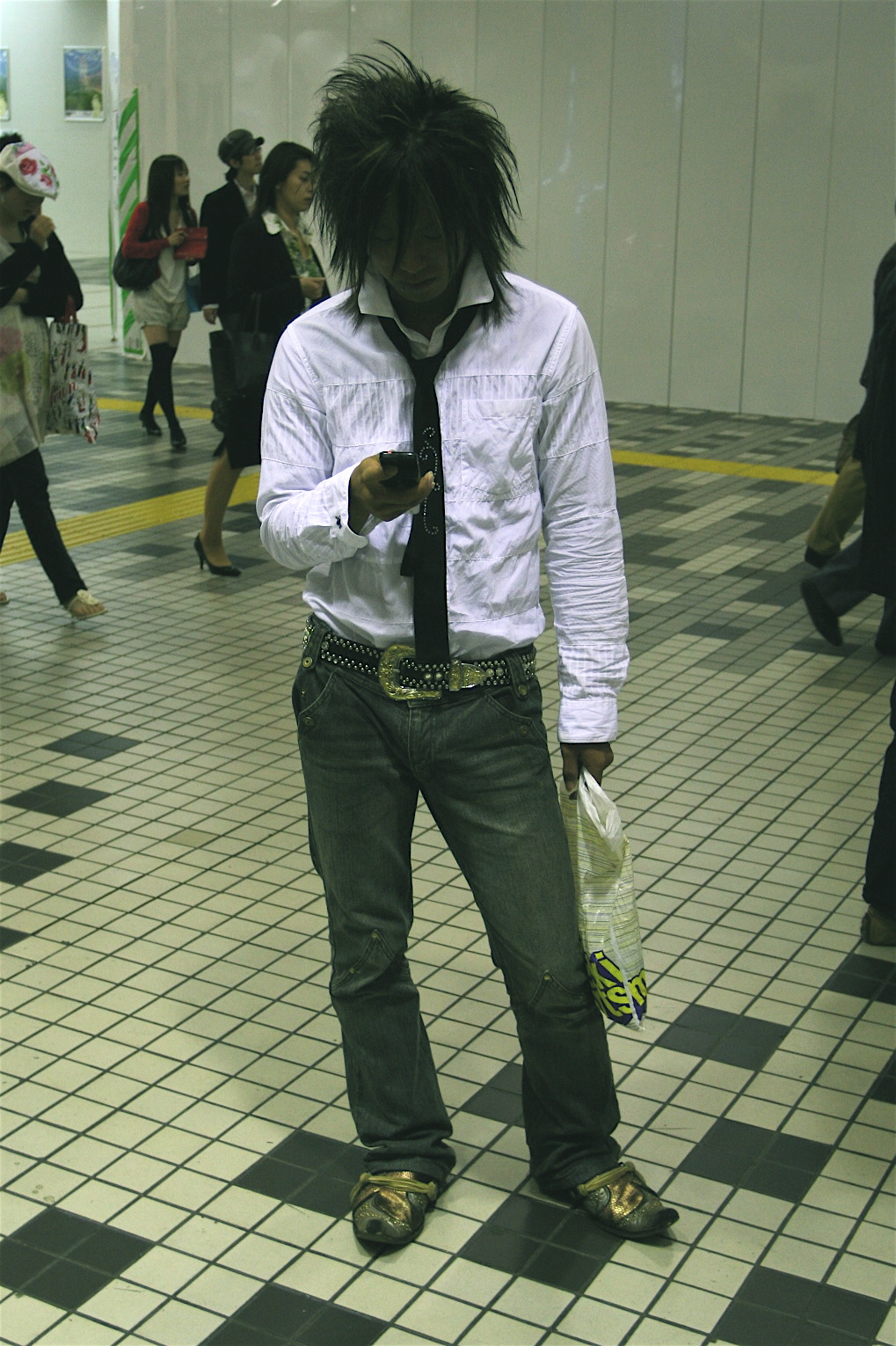
2007年頃のお兄系。

お兄系（おにいけい）とは、日本で発祥したストリートファッションのひとつ。

2000年代から2010年代の20代を中心として広まっていた男性ファッションの傾向を表す言葉である。ギャル男ファッションとホストファッションの中間のようなファッションで、シルバーのアクセサリーや革靴などのアイテムが好まれる。サングラス、スーツやダウンジャケットなどを着用することもある。

## スタイルの傾向
渋谷のギャル男ファッションに新宿のホスト文化が加わり、独自の展開を遂げた。男性セレブやホストのような服装。ハイブランドで身を固め、モテを意識した着こなしで茶色や黒といった落ち着いたトーンの色彩を好む。ギャル男と共通した部分も多いが、十代中心のギャル男とは年齢層やファッション傾向が異なる。
近年はギャル男はお兄系風の、きれいめゴージャス系に走る傾向が強く、両者の境界線は薄らいできている。好まれるブランドはLOUIS VUITTON、DOLCE&GABBANA、ROEN、ROAR、エドハーディー、クリスチャンオードジェー、sostenuto(新宿KAWANO）。どのブランドも比較的高価格で、十代からの購入が難しいため、お兄系のファッションをしたいと考えるその様な年齢層は109-2で似たデザインの安い服を買う傾向にある。

## お兄系ファッションを紹介している雑誌
- Men's egg
- MEN'S KNUCKLE
- MEN'S ROSES
- Men's Digger
- SHIBUYA STYLE
- Men`S tiger
- wolf Ash

## お兄系ファッション誌に掲載頻度の多い定番ブランド
- VICE FAIRY
- BLACK GENE
- Black Baccara
- growth
- VANQUISH
- MIDAS
- Diavlo
- LA GATE
- FUGA
- BUFFALO BOBS
- GENNARO
- JACKROSE
- OF THE NEIGE STYLE
- REDCOVER
- LOVEHUNTER
- BOREDOM
- ROSHELL

## そのほかの男性ファッションの傾向を表す言葉
ある同じ指向を持ったファッションをする若者達を以下のように「○○系」と総称する。
- きれいめ系
- ギャル男
- デリッカー
- サーファーファッション
- アメリカンカジュアル
- モード系
- サロン系
- B系
- アキバ系